# Ceres i Stellio
Ceres i Stellio, też Wyśmiewanie Ceres, Ceres w domu Hekuby (niem. Die Verspottung der Ceres) – obraz niemieckiego malarza wczesnego baroku Adama Elsheimera.
Obraz jest ilustracją mitu o niewielkiej popularności, opisanego w Metamorfozach Owidiusza. Dotyczy bogini Ceres i nieszczęścia, które ją spotkało. Jej córka Prozerpina została porwana przez boga podziemi Hadesa. Bogini urodzaju przemierzała cały świat w poszukiwaniu córki i nigdzie się nie zatrzymywała. Za światło miała ogień od Etny, palący się na pochodni ze smolnej sosny. W drodze poczuła pragnienie i zobaczyła chatę krytą strzechą. Z domu wyszła starsza kobieta i na prośbę bogini o wodę, wyniosła jej słodką polewkę gotowaną z jęczmiennej mąki. Gdy zaspakajała pragnienie z chaty wyszedł mały nagi chłopiec, zuchwale stanął przed Ceres i począł ją wyśmiewać od łakomczuchów. Obrażona bogini pokropiła chłopca i jego ręce natychmiast zamieniły się w nogi i wyrósł mu ogon. Jego ciało się skurczyło i zmalało. Przeobraził się w jaszczurkę. Babka wpadła w rozpacz, a chłopiec zamieniony w skrzeczka uciekł do kryjówki
Elsheimer ukazał boginię w momencie zaspakajania pragnienia. Starsza kobieta, początkowo brana za wiedźmę, trzyma świecę, a drugą ręką zasłania lub odgarnia nagiego chłopca. Być może powstrzymuje go od szyderstw, które rzucał pod adresem Ceres. Po prawej stronie u dołu leży koło, na którym spoczywa zapalona pochodnia. Światło z niej i z małej świecy staruszki nadaje mroczny klimat dzieła charakterystyczny dla twórczości Elsheimera.
Obraz znajdujący się w Muzeum Prado nie jest oryginalnym dziełem Elsheimera. Jego autorem jest ktoś z kręgu uczniów malarza. Sam Elsheimer namalował kilka kopii tego obrazu, lecz oryginał zaginął.